# SA-1
SA-1 (Saturn-Apollo 1) byl první zkušební let americké rakety Saturn I a patřil do programu Apollo. Jednalo se o suborbitální let bez posádky a raketa nesla jen maketu druhého a třetího stupně. Obě makety byly napuštěny vodou pro simulaci reálné hmotnosti plánovaných stupňů.

## Cíle
Hlavním úkolem byly testy pohonného systému, tuhost konstrukce a aerodynamiky nosné rakety Saturn I.

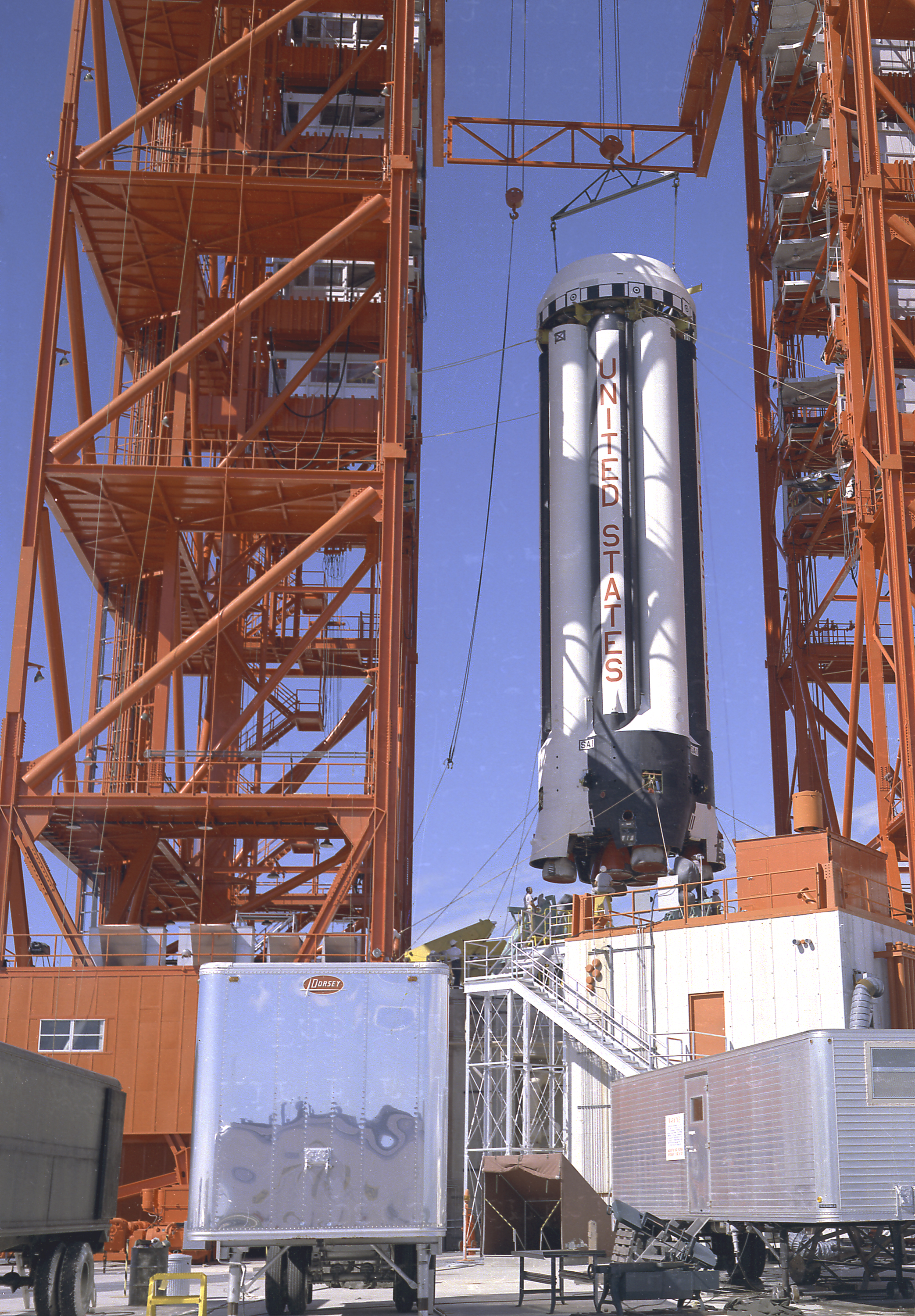
Příprava prvního stupně

## Přípravy
SA-1 byl první let Saturnu I, prvního z rodiny raket Saturn. Byl to ale i velký skok ve velikosti, hmotnosti a síle rakety. Saturn I byl třikrát vyšší, měl šestkrát více paliva a desetkrát větší tah než Juno I, která vynesla první americký satelit. Komponenty rakety byly proto na Cape Canaveral poprvé dopraveny lodí. Byl to zároveň i test tohoto způsobu dopravy pro budoucí větší rakety rodiny Saturn. (Roku 1961 však byl Saturn V ve velmi raných fázích návrhu.)
První stupeň a dvě makety dorazily 15. srpna 1961 na palubě lodi jménem Compromise. Při transportu se vyskytlo několik problému a loď, kvůli špatným mapám pobřeží, najela čtyřikrát na mělčinu. Na zpáteční cestě narazila do mostu. Po vyložení byly komponenty převezeny na odpalovací rampu 34, kde od 17. do 21. srpna probíhalo vyzdvihování a příprava prvního stupně, 15. září byla odstraněna servisní konstrukce a 20. až 25. září proběhly testy všech systémů. Test tankovacího systému kapalného kyslíku proběhl 2. října a 9. proběhla simulace startu. Na předstartovní testy a kontroly byl kladen velký důraz a zvláštní pozornost byla věnována také kalibraci přístrojového vybavení. Raketa disponovala až čtyřmi sty různých senzorů, které odesílaly telemetrická data o více než pěti stech sledovaných veličinách. Byly měřeny teploty, tlaky, proudění, vibrace, navigace a další parametry.

## Přípravy před startem

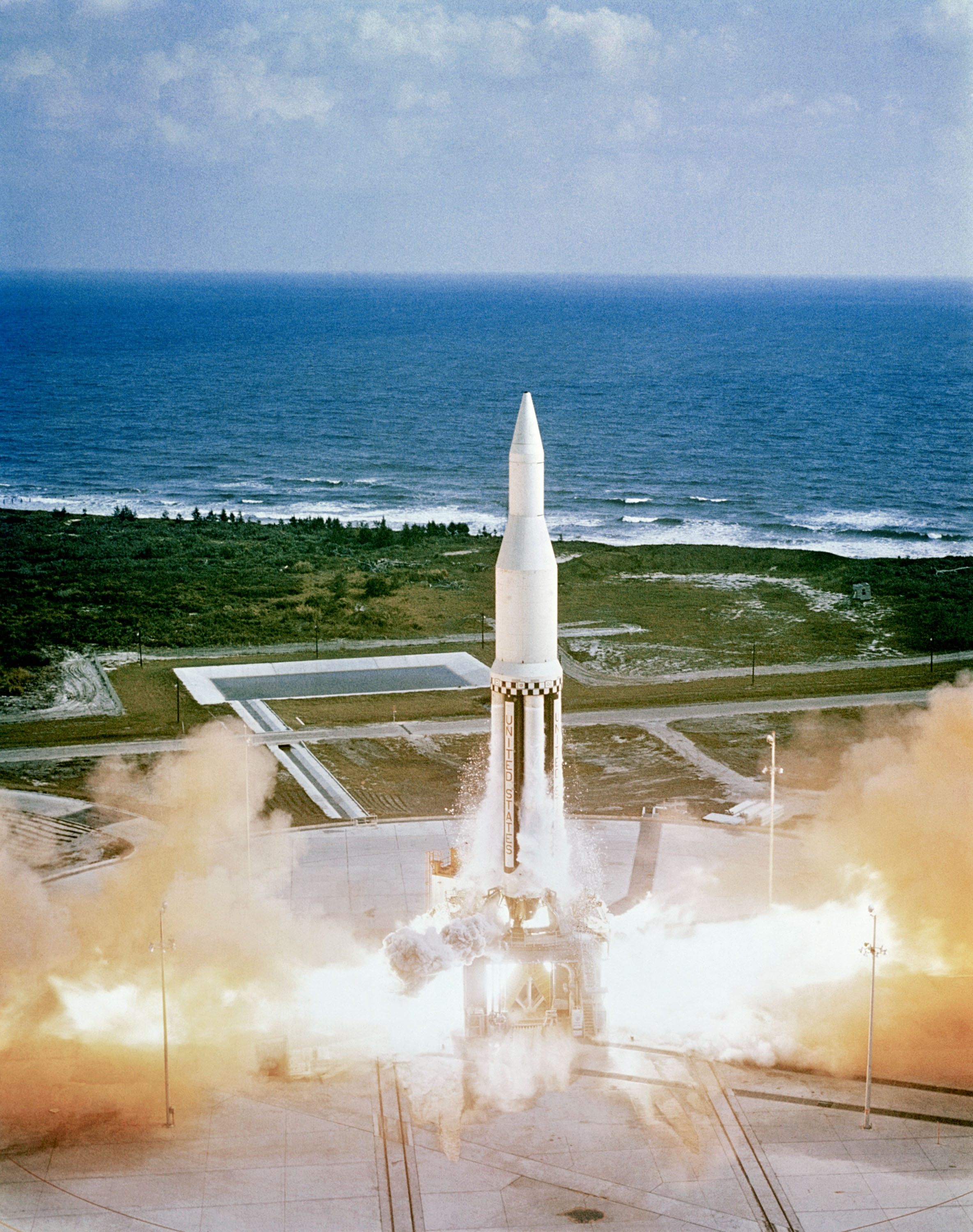
Start mise SA-1

Přípravy ke startu začaly 26. října. Jako první bylo natankováno palivo RP-1, poté kapalný kyslík. Plnění nádrží probíhalo postupně, napřed byly naplněny pomalu (~750 l/min) za použití ruční regulace průtoku. Po naplnění na 10% byla provedena inspekce nádrží a vedení kvůli únikům. Na palivovém systému byla zjištěna netěsnost, která byla rychle opravena. Kyslíkové nádrže a vedení byly bez úniku. Po inspekci bylo tankování přepnuto na automatické a palivové nádrže byly plněny rychlostí 7570 litrů za minutu. Kapalný kyslík byl tankován rychlostí 9500 litrů za minutu.

## Průběh letu
Start byl plánován na 27. října 9:00 EST. Kvůli nepříznivé předpovědi počasí byl start dvakrát pozdržen. Saturn nakonec odstartoval v 10:06:04 EST (15:06:04 UTC). Předpovědi vědců ohledně úspěšnosti Saturnu nebyly příliš optimistické, předpovídali 75% šanci na vzlet a pouze 30%, že úspěšně splní letový plán. Let nakonec dopadl úspěšně, raketa dosáhla výšky 137 kilometrů a dopadla 433 kilometrů od místa startu. Jediný větší problém bylo šplouchání paliva v nádržích, které bylo vyřešeno při misi SA-3 přidáním mezistěn do nádrží.
Před startem panovaly obavy o bezpečí kolem odpalovací rampy. Při statických testech v Redstone Arsenal vznikaly tak silné zvukové vlny, že rozbíjely okna až ve vzdálenosti 12 km. Na Cape Canaveral se tato situace již neopakovala a někteří diváci poznamenali, že je zvuk při vzletu zklamal, protože zněl jako start rakety Atlas. Později bylo zjištěno, že různé zvukové projevy rakety způsobily rozdílné atmosférické podmínky, které způsobily tlumení zvukových vln.